# 朱恬爖
安慶端懿王朱恬爖（？—1604年），自號西池道人，明朝瀋藩第一代安慶王，瀋憲王朱胤栘嫡七子，著有《嘉慶集》。

## 生平
嘉靖三十年（1551年）十二月，明世宗遣成安伯郭應乾等為正使，翰林院修撰沈坤等為副使，持節冊封朱恬爖為安慶王。
萬曆三十二年（1604年）去世。三年後的萬曆三十五年（1607年）其嫡長子朱珵垣嗣位。

## 其他
喜歡吟詩，善用險韻。